# 阿连图
阿连图（義大利語：Aglientu），是意大利撒丁大区薩薩里省的一个市镇。总面积148.56平方公里，人口1207人，人口密度8.1人/平方公里（2009年）。ISTAT代码为104002。